# Scyllarus
Scyllarus es un género de crustáceos decápodos de la familia Scyllaridae.

## Especies
Se reconocen las siguientes especies:
- Scyllarus americanus
- Scyllarus arctus
- Scyllarus caparti
- Scyllarus chacei
- Scyllarus depressus
- Scyllarus paradoxus
- Scyllarus planorbis
- Scyllarus pygmaeus
- Scyllarus subarctus